# Grimmia Gorge
Die Grimmia Gorge ist mit 20 m Breite eine schmale und zwischen 20 und 30 m tiefe Schlucht an der Ingrid-Christensen-Küste des ostantarktischen Prinzessin-Elisabeth-Lands. Sie ist die östlichere zweier nord-südlich ausgerichteter Schluchten in den Vestfoldbergen und endet an einer Geröllbank östlich des Krok Lake. Auf der Ostseite des südlichen Endes befindet sich ein kleiner Wasserfall.
Das Antarctic Names Committee of Australia benannte sie nach den ausgeprägten Moospolstern der Gattung Grimmia am Ausgang der Schlucht.